# El Khemis
El Khemis è un comune dell'Algeria, situato nella provincia di Djelfa.